# Fritz Laband
Friedrich «Fritz» Laband (Hindenburg, República de Weimar, 1 de noviembre de 1925-Hamburgo, Alemania Federal, 3 de enero de 1982) fue un futbolista alemán que jugaba como defensa.

## Fallecimiento
Murió el 3 de enero de 1982 en Hamburgo, víctima de un cáncer de laringe, a la edad de 56 años.

## Selección nacional
Fue internacional con la selección de Alemania Federal en 4 ocasiones. Fue campeón del mundo en 1954.

### Participaciones en Copas del Mundo
| Mundial                        | Sede  | Resultado | Partidos | Goles |
| ------------------------------ | ----- | --------- | -------- | ----- |
| Copa Mundial de Fútbol de 1954 | Suiza | Campeón   | 3        | 0     |

## Clubes
| Club             | País             | Año       |
| ---------------- | ---------------- | --------- |
| ZSG Anker Wismar | Alemania Federal | 1945-1950 |
| Hamburgo         | Alemania Federal | 1950-1956 |
| Werder Bremen    | Alemania Federal | 1956-1957 |

## Palmarés

### Campeonatos regionales
| Título        | Club     | País             | Año  |
| ------------- | -------- | ---------------- | ---- |
| Oberliga Nord | Hamburgo | Alemania Federal | 1951 |
| Oberliga Nord | Hamburgo | Alemania Federal | 1952 |
| Oberliga Nord | Hamburgo | Alemania Federal | 1953 |
| Oberliga Nord | Hamburgo | Alemania Federal | 1955 |
| Oberliga Nord | Hamburgo | Alemania Federal | 1956 |

### Copas internacionales
| Título                 | Selección        | Sede  | Año  |
| ---------------------- | ---------------- | ----- | ---- |
| Copa Mundial de Fútbol | Alemania Federal | Suiza | 1954 |

## Condecoraciones
| Distinción      | Año  |
| --------------- | ---- |
| Laurel de Plata | 1954 |